# Astazou
Astazou lub Grand Astazou – szczyt w Pirenejach. Leży na granicy między Francją (departament Pireneje Wysokie) a Hiszpanią (prowincja Huesca, w regionie Aragonia). Należy do podgrupy "Pineta i Bielsa" w Pirenejach Centralnych.
Pierwszego wejścia dokonali H.Russell i Célestin Passet 21 lipca 1879 r.